# Hapalidiaceae
Famille
La famille des Hapalidaceae est une famille d’algues rouges de l’ordre des Corallinales.

## Étymologie
Le nom vient du genre type Hapalidium, dérivé du grec απαλος / apalos « délicat, doux ».

## Habitat
Des espèces du genre type Hapalidium ont été trouvées en épiphyte sur l'algue rouge Chrysimenia clavellosa et des algues plus fines des mers Méditerranée, Adriatique et Atlantique.

## Liste des genres
Selon AlgaeBase (21 février 2025) :
- Aethesolithon J.H.Johnson, 1964
- Agardhina Nardo, 1834
- Agardhina Meneghini, 1838
- Amphithallia Athanasiadis, 2019
- Amphithallieae Athanasiadis & D.L.Ballantine, 2024
- Antarcticophyllum (Me.Lemoine) M.L.Mendoza, 1976
- Apora Gunnerus, 1768
- Austrolithoideae A.S.Harvey & Woelkerling, 1995
- Austrolithon A.S.Harvey & Woelkerling, 1995
- Boreolithon A.S.Harvey & Woelkerling, 1995
- Boreolithothamnion P.W.Gabrielson, Maneveldt, Hughey & V.Peña, 2023
- Callilithophytum P.W.Gabrielson, W.H.Adey, G.P.Johnson & Hernández-Kantún, 2015
- Capensia Athanasiadis, 2017
- Carlskottsbergia Athanasiadis, 2018 ['2019']
- Chaetolithon Foslie, 1898
- Choreonema F.Schmitz, 1889
- Choreonemateae
- Choreonematoideae Woelkerling, 1987
- Clathmoroa Athanasiadis & D.L.Ballantine, 2024
- Clathromorphoideae Athanasiadis & D.L.Ballantine, 2024
- Clathromorphum Foslie, 1898
- Crustaphytum L.-C.Liu & S.-M.Lin, 2018
- Ectocarpa Athanasiadis & D.L.Ballantine, 2024
- Eleutherospora Heydrich, 1900
- Endosiphonia Ardissone, 1883
- Epilithon Heydrich, 1897
- Epulo R.A.Townsend & Huisman, 2004
- Exilicrusta Y.M.Chamberlain, 1992
- Hapalidium Kützing, 1843 : genre type
- Hyperandri Athanasiadis & D.L.Ballantine, 2024
- Juergensia Reichenbach, 1841
- Kerguelena Athanasiadis & D.L.Ballantine, 2024
- Kvaleya W.H.Adey & Sperapani, 1971
- Leptophytum W.H.Adey, 1966
- Leptothallia Athanasiadis & D.L.Ballantine, 2024
- Lithocystis Allman, 1848
- Lithothamnion Heydrich, 1897
- Macedonis Athanasiadis & D.L.Ballantine, 2024
- Macroblastum Athanasiadis & D.L.Ballantine, 2024
- Magnephyceae Athanasiadis & D.L.Ballantine, 2014
- Magnephycus Athanasiadis & D.L.Ballantine, 2024
- Masoniana Athanasiadis & D.L.Ballantine, 2024
- Mastophoropsis Woelkerling, 1978
- Melobesia J.V.Lamouroux, 1812
- Melobesia Foslie, 1898
- Melobesia Heydrich, 1897
- Melobesioideae Bizzozero, 1885
- Melobesites A.Massalongo, 1858
- Melyvonnea Athanasiadis & D.L.Ballantine, 2014
- Melyvonneeae Athanasiadis & D.L.Ballantine, 2024
- Mesophylloideae Athanasiadis & D.L.Ballantine, 2024
- Mesophyllum Me.Lemoine, 1928
- Neopolyporolithon W.H.Adey & H.W.Johansen, 1972
- Nullipora Lamarck, 1801
- Orthocarpa Athanasiadis & D.L.Ballantine, 2024
- Orthocarpoideae Athanasiadis & D.L.Ballantine, 2024
- Palaeothamnium S.F.Conti, 1946
- Perithallis Athanasiadis, 2021
- Phragmope Athanasiadis, 2020
- Phymatolithon Foslie, 1898
- Polyporolithon L.R.Mason, 1953
- Printzinia Athanasiadis, 2021
- Protomesophylloideae Athanasiadis & D.L.Ballantine, 2024
- Protomesophyllum Athanasiadis & D.L.Ballantine, 2024
- Rhizolamiella S.V.Shevejko, 1982
- Roseolithon L.M.Coutinho & Barros-Barreto, 2021
- Sphaeranthera Heydrich, 1900
- Squamolithon Heydrich, 1911
- Stereophyllum Heydrich, 1904
- Sunesonia Athanasiadis, 2021
- Synarthrophyton R.A.Townsend, 1979
- Tectolithon Bahia, Jesionek & Amado-Filho, 2020
- Tethysphytum K.Sciuto, E.Moschin & I.Moro, 2021
- Thalassolithon Trentin, Moschin & Moro, 2023
- Thallis Athanasiadis, 2021

Selon World Register of Marine Species (21 février 2025) :
- Agardhina Nardo, 1834 assimilé à Phymatolithon Foslie, 1898
- Antarcticophyllum (Me.Lemoine) M.L.Mendoza, 1976 assimilé à Clathromorphum Foslie, 1898 (synonyme)
- Apora Gunnerus, 1768 assimilé à Phymatolithon Foslie, 1898 (synonyme)
- Austrolithon A.S.Harvey & Woelkerling, 1995
- Boreolithon A.S.Harvey & Woelkerling, 1995
- Boreolithothamnion P.W.Gabrielson, Maneveldt, Hughey & V.Peña, 2023
- Callilithophytum P.W.Gabrielson, W.H.Adey, G.P.Johnson & J.J.Hernandez-Kantun, 2015
- Chaetolithon Foslie, 1898 assimilé à Choreonema F.Schmitz, 1889 (synonyme)
- Choreonema F.Schmitz, 1889
- Crustaphytum L.-C.Liu & S.-M.Lin, 2018
- Eleutherospora Heydrich, 1900 assimilé à Phymatolithon Foslie, 1898 (synonyme)
- Epilithon Heydrich, 1897 assimilé à Melobesia J.V.Lamouroux, 1812 (synonyme)
- Epulo R.A.Townsend & Huisman, 2004
- Exilicrusta Y.M.Chamberlain, 1992
- Hapalidium Kützing, 1843 assimilé à Melobesia J.V.Lamouroux, 1812 (synonyme) : genre type
- Lithocystis Allman, 1848 (douteux)
- Lithothamnion Heydrich, 1897
- Mastophoropsis Woelkerling, 1978
- Melobesia J.V.Lamouroux, 1812
- Neopolyporolithon Adey & H.W.Johansen, 1972 assimilé à Clathromorphum Foslie, 1898 (synonyme)
- Phymatolithon Foslie, 1898
- Polyporolithon L.R.Mason, 1953 assimilé à Mesophyllum Me.Lemoine, 1928 (synonyme)
- Roseolithon L.M.Coutinho & Barros-Barreto, 2021
- Sphaeranthera Heydrich, 1900 (douteux nomen dubium)
- Squamolithon Heydrich, 1911 assimilé à Lithothamnion Heydrich, 1897 (synonyme)
- Synarthrophyton R.A.Townsend, 1979
- Thalassolithon Trentin, Moschin & Moro, 2023

## Systématique
Le nom correct complet (avec auteur) de ce taxon est Hapalidiaceae J.E.Gray.

## Publication originale
- Gray, J.E. (1864). Handbook of British water-weeds or algae. The Diatomaceae by W. Carruthers. pp. i-iv, 1-123. London: R. Hardwicke, Picadilly.